# Copycat (Billie Eilish)
Copycat è un singolo della cantante statunitense Billie Eilish, pubblicato il 14 luglio 2017 come quarto estratto dal primo EP Don't Smile at Me.

## Tracce
Testi e musiche di Finneas O'Connell e Billie Eilish O'Connell.
Download digitale
1. Copycat – 3:18

Download digitale – Sofi Tukker Remix
1. Copycat (Sofi Tukker Remix) – 3:18

## Formazione
- Billie Eilish – voce
- Finneas O'Connell – produzione, ingegneria del suono
- Rob Kinelski – missaggio
- John Greenham – mastering

## Classifiche
| Classifica (2019-20) | Posizione massima |
| -------------------- | ----------------- |
| Canada               | 100               |
| Stati Uniti          | 112               |